# Violeta Szekely
Violeta Szekely, z domu Beclea (ur. 26 maja 1965 w Dolheștii Mari w okręgu Suczawa) – rumuńska lekkoatletka, medalistka olimpijska.
Specjalizowała się w biegach średniodystansowych, zwłaszcza w biegu na 1500 metrów. Dwukrotnie startowała w letnich igrzyskach olimpijskich. W Barcelonie (1992) odpadła w półfinale biegu na 1500 metrów, za to w Sydney (2000) zdobyła na tym dystansie srebrny medal.
Zakończyła karierę w 2002.

## Rekordy życiowe
- bieg na 800 metrów – 1:58,57 (1998)
- bieg na 1000 metrów – 2:36,74 (1989)
- bieg na 1500 metrów – 3:58,29 (2000)
- bieg na milę – 4:21,69 (1993)
- bieg na 3000 metrów – 8:47,3 (1998)
- bieg na 800 metrów (hala) – 1:59,30 (1994)
- bieg na 1500 metrów (hala) – 4:03,53 (1999)
- bieg na 2000 metrów (hala) – 5:39,36 (2000)
- bieg na 3000 metrów (hala) – 8:46,39 (2001)

## Największe osiągnięcia

### bieg na 800 metrów
| Rok  | Zawody                    | Miejsce | Wynik      |
| ---- | ------------------------- | ------- | ---------- |
| 1991 | Halowe Mistrzostwa Świata | Sewilla | 2. miejsce |

### bieg na 1500 metrów
| Rok  | Zawody                      | Miejsce   | Wynik      |
| ---- | --------------------------- | --------- | ---------- |
| 1990 | Halowe Mistrzostwa Europy   | Glasgow   | 3. miejsce |
| 1993 | Halowe Mistrzostwa Świata   | Toronto   | 2. miejsce |
| 1998 | Halowe Mistrzostwa Europy   | Walencja  | 3. miejsce |
| 1999 | Halowe Mistrzostwa Świata   | Maebashi  | 2. miejsce |
|      | Finał Grand Prix IAAF       | Monachium | 1. miejsce |
| 2000 | Halowe Mistrzostwa Europy   | Gandawa   | 1. miejsce |
|      | Letnie Igrzyska Olimpijskie | Sydney    | 2. miejsce |
|      | Finał Grand Prix IAAF       | Doha      | 1. miejsce |
| 2001 | Halowe Mistrzostwa Świata   | Lizbona   | 2. miejsce |
|      | Mistrzostwa Świata          | Edmonton  | 2. miejsce |
|      | Finał Grand Prix IAAF       | Melbourne | 1. miejsce |

Zdobywała sześciokrotnie mistrzostwo Rumunii: na 800 metrów w 1993 i 1994 oraz na 1500 metrów w 1990, 1991, 1993 i 1994. W latach 1995–1998 nie startowała w oficjalnych zawodach z powodu dyskwalifikacji za stosowanie dopingu.